# Henri Omont
Pour les articles homonymes, voir Omont.
Henri Auguste Omont, né le 15 septembre 1857 à Évreux et mort le 9 décembre 1940 à Paris 17e, est un bibliothécaire, philologue et historien helléniste français.

## Biographie
Entré à l’École nationale des chartes, en 1877, il y obtient le diplôme d'archiviste paléographe en 1881 après avoir soutenu une thèse intitulée De la ponctuation. Affecté à la Bibliothèque nationale, en 1882, il est nommé à la direction du département des Manuscrits en 1899, poste qu’il occupe jusqu’à la retraite, en 1933. Il joue un grand rôle dans l’étude de la paléographie grecque, latine et française.
Il est aussi inspecteur général des bibliothèques. Il participe à la rédaction du Catalogue général des manuscrits des bibliothèques publiques de France pour les bibliothèques d'Alençon, Avranches et Louviers. Parallèlement, il mène des recherches sur les bibliothèques anciennes et l’histoire de l’imprimerie et du livre.
La tâche qu’il a accomplie est immense. Il a considérablement enrichi le fonds de la Bibliothèque nationale. Toute sa vie, il a publié des catalogues, des inventaires, des tables de concordance des manuscrits confiés à sa garde, et ces publications ont rendu service aux érudits fréquentant ce riche dépôt. Il a commenté une quantité de ces manuscrits dans les Notices et extraits publiés par l’Académie des inscriptions, dans l’Histoire littéraire de la France, dans les Mémoires de la Société des antiquaires de France et dans la Bibliothèque de l’École des chartes. Sa bibliographie comporte 1 100 numéros et Mario Roques a calculé qu’il avait examiné plus de 50 000 manuscrits. Il a également fait reproduire les enluminures de plusieurs manuscrits du Moyen Âge comme le Marco Polo, les Miracles de Notre-Dame, le Psautier de saint Louis, l'Album de Villard de Honnecourt.
Il est chargé de cours à l’École nationale des chartes et est membre de la Société des antiquaires de France. Enfin, il est élu à l’Académie des inscriptions et belles-lettres en 1900 en remplacement d’Arthur Giry.
La bibliothèque de l'Université catholique de Louvain acquis sa bibliothèque, restée chez sa veuve jusqu'en 1948, pour reconstituer ses collections après que les Allemands eurent détruit la bibliothèque pour la seconde fois.
Il préside en 1900 et 1921 la Société libre d'agriculture, sciences, arts et belles-lettres de l'Eure.
Henri Omont est l’auteur d’une œuvre considérable. On se rapportera à la Bibliographie des travaux de M. Henri Omont, dressée par les conservateurs adjoints et les bibliothécaires du département des manuscrits de la Bibliothèque nationale. Cette bibliographie, close en 1933, compte 1108 numéros.

### Citation
« Lorsqu’on abordait M. Omont, il était toujours aimable et souriant, mais sa courtoisie était un peu distante et il parlait peu, car il était ménager de son temps et il voulait que tout instant fût employé utilement. Et puis il semble bien que, sans être un misanthrope, il préférât à toutes choses le commerce des livres et des beaux manuscrits. […] Henri Omont fut un très prudent et très habile acquéreur. Son esprit d’économie fut précieux aux deniers de l’État. Dans les nombreuses acquisitions qu’il fit pour la Bibliothèque nationale, il achetait toujours au plus juste prix et, malgré son désir d’enrichir les collections, il savait se restreindre et attendre une meilleure occasion. Propriétaire terrien, il voulait gérer en bon père de famille les biens de l’État qui lui étaient confiés, comme ses propres biens. »

## Publications
- Facsimilés des plus anciens manuscrits grecs de la Bibliothèque nationale du XVe et XVIe siècles, Paris, 1891.
- Facsimilés des plus anciens manuscrits grecs de la Bibliothèque nationale du IXe au XIVe siècle, Paris, 1892.
- « Notes sur les manuscrits grecs du British Museum », Bibliothèque de l’École des chartes, no 45,‎ 1884, p. 314-350 (lire en ligne).
- Notice sur un très ancien manuscrit grec en onciales des Epîtres de Paul, conservé à la Bibliothèque nationale], Paris, 1889 (lire en ligne).
- Catalogus codicum hagiographicorum graecorum Bibliothecae nationalis, Paris, 1896 (lire en ligne).
- Inventaire sommaire des manuscrits grecs de la Bibliothèque nationale, Paris, 1898 (lire en ligne).
- Psautier illustré (XIIIe siècle) : reproduction des 107 miniatures du Manuscrit latin, Paris, 1906 (lire en ligne).
- « Un nouveau manuscrit illustré de l'Apocalypse au IXe siècle : Notice du ms. latin nouv. acq. 1132 de la Bibliothèque nationale », Bibliothèque de l'école des chartes, t. 83,‎ 1922, p. 273-296 (lire en ligne, consulté le 14 septembre 2021).
- « Nouvelles acquisitions du département des manuscrits de la Bibliothèque nationale pendant les années 1924-1928 », Bibliothèque de l'école des chartes, t. 89,‎ 1928, p. 240-298 (lire en ligne, consulté le 14 septembre 2021).

### Ouvrages en ligne
- (en) « Omont, Henri Auguste, 1857-1940 », sur Internet Archive (consulté le 14 septembre 2021)
- (en) « Online Books by Henri Auguste Omont », sur The Oneline Books (consulté le 14 septembre 2021).
- « Publications numérisées de Henri Omont », sur Gallica (consulté le 14 septembre 2021)
- « Henri Omont », sur Europeana (consulté le 14 septembre 2021).

## Distinctions
- Commandeur de la Légion d'honneur